# Сайпудинов, Хидир Курбанович
	Хидир Курбанович Сайпудинов (3 мая 2003, с. Хучада, Шамильский район, Дагестан, Россия) — российский и бахрейнский борец вольного стиля. Призёр чемпионата Азии.

## Биография
Уроженец села Хучада. В конце января 2021 года занял 5 место на молодежном первенстве Дагестана в Каспийске. 6 марта 2021 года в Хасавюрте завоевал бронзовую медаль на Первенстве СКФО среди молодёжи.
 
21 января 2022 года в Хасавюрте стал бронзовым призёром Первенства Дагестана среди юниоров памяти А. Карапетяна и Магомеда Рамазанова. В марте 2022 года в Каспийске стал бронзовым призёром первенства России среди юниоров памяти Героя России Нурмагомеда Гаджимагомедова. С осени 2022 года выступает за Бахрейн, его дебютом стал международный турнир памяти Динмухамеда Кунаева в казахстанском Таразе в начале ноября 2022 года, на котором он завоевал бронзовую медаль. Через несколько дней в составе сборной Бахрейна в Египте он стал вторым на арабском чемпионате.
 
В начале июня 2023 года Сайпудинов завоевал «серебро» на рейтинговом турнире UWW в Бишкеке, а в середине июня 2023 года в Ереване победил на международном турнире Кубок Степана Саркисяна.

В марте 2024 года в турецкой Анталии, одолев в финале Енхбаярына Бямбадоржа, победил на международном турнире «Яшар Догу».
На чемпионате Азии 2025, который проходил в Аммане, завоевал серебряную медаль в весовой категории до 79 кг.

## Спортивные результаты
- Первенство России по вольной борьбе среди юниоров 2022 —
- Арабский чемпионат по борьбе 2022 —
- Чемпионат Азии по борьбе 2024 —
- Чемпионат Азии по борьбе 2025 -